# Amarusa sordida
Amarusa sordida är en insektsart som först beskrevs av Jacobi 1921.  Amarusa sordida ingår i släktet Amarusa och familjen spottstritar. Inga underarter finns listade i Catalogue of Life.